# 堺公方
堺公方（日语：／），又称堺大树（此处的“大树”意为“将军”）、堺幕府，是指足利义维在日本大永七年（1527年）至享禄五年（1532年）期间在和泉国的堺建立的政权。